# Olesicampe clypearis
Olesicampe clypearis là một loài tò vò trong họ Ichneumonidae.